# Polystachya mafingensis
Polystachya mafingensis är en orkidéart som beskrevs av Phillip James Cribb. Polystachya mafingensis ingår i släktet Polystachya och familjen orkidéer. Inga underarter finns listade i Catalogue of Life.